# Virus de les taques cloròtiques de la pomera
El virus de les taques cloròtiques de la pomera, també conegut com a ACLSV (de l'abreviació en anglès de: Apple chlorotic leaf spot virus) és un fitovirus del gènere Trichovirus, de la família Betaflexiviridae. És l'agent causant de la malaltia de les taques cloròtiques de la pomera i altres patologies d'arbres fruiters i ornamentals de la família de les rosàcies. és un patògen àmpliament distribuit al món.

## Descripció
Els virions són cilíndrics, filamentosos i flexuosos d'estructura helicoidal d'uns 720 nm. de llargada per 12 nm. de diàmetre. Són virus d'ARN monocatenari positiu
per tant contenen una única molècula d'ARN de cadena senzilla de sentit positiu, la qual té 7.555 nucleòtids (7,55 kb). Es transmet de forma mecànica, sovint en el procés de l'empelt.

## Simptomatologia
Els símptomes que causa a la planta hoste són múltiples i varien en funció de l'època, l'espècie, la varietat o el cultivar. Els símptomes més comuns en els empelts de cultivars de pomera són l'aparició de taques i línies cloròtiques en fulles, defoliació prematura, decaïment de branques i branquillons, ennegriment i necrosi de l'escorça. El virus pot ser latent en els empelts i ser traspassat al portaempelt. Aquest fet pot provocar la necrosi de l'escorça del portaempelt i la pèrdua de fins un 30 per cent del rendiment del fruiter. Pot provocar també l'aparició de taques brunenques a les pomes, d'aparença semblant a colps, convertint-les en no comerciables.
En la majoria de fruiters de fruita dolça (Prunus sp, Pyrus sp, Cydonia...) pot crear incompatibilitat entre el portaempelt i empelt creant danys i pèrdues en la producció. En codonyers, pereres, presseguers, arços (Crataegus spp.) i aranyoners provoca clorosi, mosaics i taques cloròtiques. En pruners i cirerers també pot provocar la necrosi del fruit i un esquerdament de l'escorça.